# Thymoites minnesota
Thymoites minnesota es una especie de araña araneomorfa del género Thymoites, familia Theridiidae. Fue descrita científicamente por Levi en 1964.
Habita en los Estados Unidos y Canadá.